# 阿韦塞
阿韦塞（法語：Avessé，法語發音：[avɛse]）是法国萨尔特省的一个市镇，属于拉弗莱什区。

## 地理
阿韦塞（47°57'17"N, 0°15'3"W）面积18.72 平方千米，位于法国卢瓦尔河地区大区萨尔特省，该省份为法国西北部内陆省份，北起顺时针与奥恩省、厄尔-卢瓦省、卢瓦-谢尔省、安德尔-卢瓦尔省、曼恩-卢瓦尔省和马耶讷省接壤，是法国大西部的入口，连接卢瓦尔河谷、布列塔尼和巴黎盆地。
与阿韦塞接壤的市镇（或旧市镇、城区）包括：圣但尼多尔克、维雷昂香槟、科塞昂香槟、布吕隆、舍维莱、瓦勒迪曼恩。
阿韦塞的时区为UTC+01:00、UTC+02:00（夏令时）。

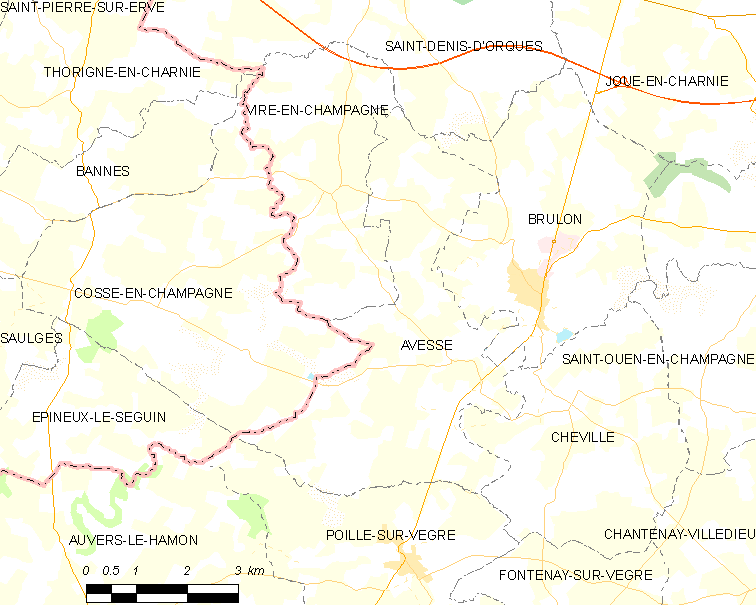
阿韦塞的OSM定位图

## 行政
阿韦塞的邮政编码为72350，INSEE市镇编码为72019。

## 政治
阿韦塞所属的省级选区为卢埃县。

## 人口

1962-2008年间阿韦塞人口变化图示

阿韦塞于2022年1月1日时的人口数量为335人。